# Söchtenau
Söchtenau – miejscowość i gmina w Niemczech, w kraju związkowym Bawaria, w rejencji Górna Bawaria, w regionie Südostoberbayern, w powiecie Rosenheim. Leży około 12 km na północny wschód od Rosenheimu.

## Demografia
Dane o ludności z 31 grudnia 2008:
| Opis                                | Ogółem | Ogółem | Kobiety | Kobiety | Mężczyźni | Mężczyźni |
| ----------------------------------- | ------ | ------ | ------- | ------- | --------- | --------- |
| Jednostka                           | osób   | %      | osób    | %       | osób      | %         |
| Populacja                           | 2682   | 100    | 1354    | 50,48   | 1328      | 49,52     |
| Wiek przedprodukcyjny (0–17 lat)    | 606    | 22,6   | 306     | 11,41   | 300       | 11,19     |
| Wiek produkcyjny (18–65 lat)        | 1691   | 63,05  | 847     | 31,58   | 844       | 31,47     |
| Wiek poprodukcyjny (powyżej 65 lat) | 385    | 14,35  | 201     | 7,49    | 184       | 6,86      |

## Polityka
Wójtem gminy jest Sebastian Forstner, wcześniej funkcję tę sprawował Josef Baumann, rada gminy składa się z 14 osób.
|      | FW | WGSK | BI | Razem |
| 2008 | 6  | 5    | 3  | 14    |
| 2002 | 6  | 5    | 3  | 14    |

### Współpraca
Miejscowość partnerska:
- Friedberg, Austria